# 34205 Mizerak
34205 Mizerak este o planetă minoră (asteroid) din centura de asteroizi. A fost descoperită pe 26 august 2000 la Experimental Test Site⁠(d) de Lincoln Near-Earth Asteroid Research. 
Obiectul prezintă o orbită caracterizată de o semiaxă mare de 2,3535389 UAi, o excentricitate de 0,16, o înclinație de 4,63212 ° în raport cu ecliptica.